# Temas da ficção científica

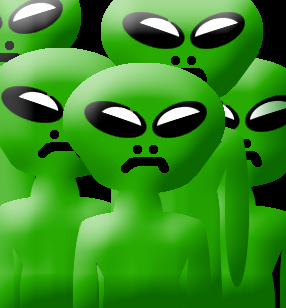
"Homenzinhos verdes": tema recorrente da FC.

A ficção científica tem como um de seus temas principais a ciência, seja através da literatura (conto, novela, romance etc), do cinema, da HQ etc. Porém, a ficção científica não abrange somente a ciência prática, mas a filosofia da ciência, a fantasia e vários outros campos do conhecimento humano.

## Classificação em gêneros e subgêneros
O departamento de marketing de uma editora ou de uma produtora de cinema irá definir o gênero e subgênero de uma obra de acordo com sua experiência prática. Editoras normalmente só publicam aquilo que conhecem, de modo que o critério para definir gênero e subgênero é descobrir aquilo que pareça ser similar ao que já foi testado e consagrado. Uma nova definição geralmente ocorre como resultado de um neologismo incluído na obra que é considerada um subgênero original. É raro que um editor assuma o desafio de promover um gênero ou subgênero não-convencional. Usualmente, essa é uma tarefa para escritores consagrados. Às vezes, por razões comerciais um editor pode mudar o gênero ou o subgênero de uma obra, bem como usar múltiplos gêneros e subgêneros.
Schoereder (1986, p. 9) faz um alerta sobre a categorização excessiva: o teórico L. David Allen, falando a respeito das classificações das obras por categorias, referiu-se ao perigo existente nessa tarefa, uma vez que qualquer rótulo tende a levar em consideração apenas um aspecto de um trabalho, negligenciando o restante. Da mesma forma, as classificações correm o risco de deixar muito pouco espaço para as gradações entre um aspecto e outro, ou seja, uma obra dificilmente será inteiramente uma coisa ou outra, possuindo aspectos de um e de outro nível de categorias.

## Teoria dos gêneros em ficção científica
O gênero de uma obra é freqüentemente discutida em círculos acadêmicos e a determinação do gênero ou subgênero de um trabalho pode diferir entre os editores ou produtores da obra. Por exemplo, Critical Terms for Science Fiction and Fantasy de Gary K. Wolfe identifica mais de 30 definições de FC, sem incluir ficção especulativa e fantasia científica.

## Temas da ficção científica
- Alienígenas
- Andróides
- Antimatéria
- Arcologias
- Astrobiologia
- Astrosociobiologia
- Biologia sintética
- Biônica
- Biorrobótica
- Ciberespaço
- Cibernética
- Ciborgue
- Clones
- Colonização
- Computador wetware
- Comunalidade
- Contos científicos
- Cosmologia
  - Criação do universo
  - Destino final do universo
  - Ponto Omega
- Criogenia
- Ecologia
- Energia nuclear
- Ginóides
- Gravidade artificial
- Futuro
  - Tecnologia avançada no futuro
- História
  - Futuro alternativo
  - História alternativa
  - História cíclica (que se repete)
  - História futura
  - História secreta
  - Previsão científica do futuro (Psicohistória etc)
  - Ucronia
- Imortalidade e Prolongamento da vida
- Intangibilidade
- Invisibilidade
- Invasão alienígena
- Hiperespaço
- História alternativa
- Linguagem
  - Línguas alienígenas (Klingon etc)
  - Língua humana universal (Esperanto etc)
  - Evolução/divisão das línguas humanas modernas
  - Comprovação enfática da Hipótese de Sapir-Whorf
  - Tradutores universais (como o Babel fish)
- Máquinas de von Neumann
- Mente
  - Inteligência artificial
  - Parapsicologia
  - Seres incorpóreos
    - Mentes coletivas

  - Apagamento/alteração de mentes
  - Controle da mente
  - Upload mental
  - Implantes neurais e interface direta com máquinas
  - Noosfera
  - Solipsismo
- Metamorfose na ficção
- Militar (estratégia, armas, graduação, tecnologia)
  - Armas de raio
  - Guerra espacial
- Mudanças radicais na estatura humana (ficção)
- Multiverso
- Mutantes
- Nanotecnologia
- Mundos ou universos paralelos
- Planos de existência
- Planta carnívora
- Política na ficção científica
  - Distopias (e supostas utopias)
  - Federação interestelar de planetas
  - Governo mundial
  - Império galáctico
  - Libertarismo
  - Totalitarismo
- Primeiro contato
- Quarta dimensão
- Revolta cibernética
- Robôs
- Simbiontes
- Teletransporte
- Terraformação
- Transumanismo
- Universo paralelo
- Viagem espacial
  - Buraco de verme
  - Viagem interplanetária
  - Viagem interestelar
- Viagem no tempo